# Yaunde-Fang-Sprachen
Die Yaunde-Fang-Sprachen sind eine Sprachgruppe innerhalb der Guthrie-Zone A der Bantusprachen. Sie wird als Zone A70 klassifiziert und enthält acht Einzelsprachen, die insgesamt von circa 4 Millionen Menschen in Kamerun, Äquatorialguinea, Gabun und der Republik Kongo gesprochen werden. 
Die einzelnen Sprachen sind:
- Bebele, ca. 24.000 Sprecher in Kamerun
- Bebil, ca. 6000 Sprecher in Kamerun
- Beti, ca. 2 Millionen Sprecher in Kamerun
- Bulu, ca. 858.000 Sprecher in Kamerun
- Eton, ca. 52.000 Sprecher in Kamerun
- Ewondo, ca. 600.000 Sprecher in Kamerun
- Fang, ca. 450.000 Sprecher in Äquatorialguinea, Kamerun, Gabun und der Republik Kongo
- Mengisa, ca. 20.000 Sprecher in Kamerun